# El Burgo de Ebro
El Burgo de Ebro là một đô thị ở tỉnh Zaragoza, Aragon, Tây Ban Nha. Theo điều tra dân số 2004 của Viện thống kê Tây Ban Nha (INE), đô thị này có dân số là 1.797 người. Diện tích đô thị này là 24 ki-lô-mét vuông. Đô thị này nằm ở độ cao 183 m, nhiệt độ trung bình năm là 14,7 °C, lượng mưa hàng năm là 340 mm